# Собака Баскервілів (фільм, 1959)
«Собака Баскервілів» (англ. The Hound of the Baskervilles) — англійський фільм 1959 року.

## Сюжет
У вісімнадцятому столітті багатий землевласник Хьюго Баськервіль викрадає місцеву дівчину. Пізніше він виявляє, що дівчині вдалося втекти. Намагаючись наздогнати її Хьюго стає жертвою чудовиська, яке несподівано з'явилося на його шляху. Сто років потому нащадок Хьюго, Чарльз Баскервіль був знайдений мертвим на болотах. Його друг і біограф доктор Мортімер вирушає до Лондона, щоб просити Шерлока Холмса про допомогу, оскільки він турбується за життя нового власника маєтку сера Генрі.

## У ролях
| Актор            | Роль                   |
| ---------------- | ---------------------- |
| Пітер Кашинг     | Шерлок Холмс           |
| Андре Морелл     | доктор Вотсон          |
| Крістофер Лі     | сер Генрі              |
| Марла Ланді      | Сесіль Степлтон        |
| Девід Окслі      | сер Хьюго Баськервіль  |
| Френсіс Де Вулф  | доктор Річард Мортімер |
| Майлз Маллесон   | єпископ Франкленд      |
| Івен Солон       | Степлтон               |
| Джон Ле Месерьер | Беррімор               |
| Гелен Госс       | місіс Беррімор         |
| Сем Кідд         | Перкінс                |
| Майкл Гокінс     | лорд Чефілл            |